# Santa Cristina e Bissone
Santa Cristina e Bissone es una localidad y comune italiana de la provincia de Pavía, región de Lombardía, con 1.979 habitantes.

## Evolución demográfica
| Gráfica de evolución demográfica de Santa Cristina e Bissone entre 1861 y 2001 |
|                                                                                |
| Fuente ISTAT - elaboración gráfica de Wikipedia                                |